# 女房名
女房名（日语：／ Nyōbōna）是平安時代和鐮倉時代日本侍奉貴人的女性爲了他人稱呼方便而起的便名。
當時，公開稱呼女性的名諱是被回避的，即使在宮廷内，歌合的記錄中也不記載女性歌人的真名。只有在族譜上才有機會窺見女子的真實名稱。因此，即使是因和歌或文學而聞名世界的中世著名女流作家，其中也有不少難以考證真實姓名的人物。
女房名多使用父親、兄弟、丈夫等本家族的代表人物的官職名。例如，紫式部的“式部”（其父藤原爲時為式部大丞）、清少納言的“少納言”（據説其兄弟中有人擔任少納言）、伊勢（其父為伊勢守）、相模（其父為相模守）等。但是，這樣會產生大量重名現象，因此爲了防止不便，多在其前面加上一些顯示本人特徵的字。如清少納言的“清”表明其出自清原氏；紫式部曾經也因同樣的原因冠以藤原氏的“藤”字，稱“藤式部”，後因其所作《源氏物語》著名，故改冠《源氏物語》中登場人物紫之上的“紫”字。還有像和泉式部一樣將丈夫的官職（和泉守）與父親的官職（式部大丞）合并的例子，以及像大貳三位那樣將丈夫的官職（大宰大貳）與本人的位階（從三位）合并的情況。此外，據説因爲小式部内侍與其母和泉式部于同一時期出仕一條天皇的中宮藤原彰子，故在自己的“式部”前冠以“小”字與其母區分。
即使如此，隨著時間推移，後世一些女性的女房名仍然容易與著名的歌人與物語作者的女房名相重。爲了避免這種現象，自院政期開始，女房名前面冠以主人的名字和主人的家名，並逐步成爲主流。這樣的例子有祐子内親王家紀伊、六條齋院宣旨、待賢門院堀河、二條院讚岐、皇嘉門院別当、殷富門院大輔、宜秋門院丹後、後鳥羽院下野、後深草院少將内侍、藻璧門院少將、後堀河院民部卿典侍等。

## 引用
1. ↑  「紫式部の名の由来は？」 （页面存档备份，存于）（増淵勝一《日语：》，国研網絡文庫，2014年10月29日）